# It's a Mistake
It's a Mistake is een nummer van de Australische band Men at Work uit 1983. Het is de derde single van hun tweede studioalbum Cargo.
"It's a Mistake" is een anti-oorlogslied waarin de wapenwedloop tijdens de Koude Oorlog aan de kaak wordt gesteld. Frontman Colin Hay vreest in de tekst dat de wapenwedloop zou resulteren in een nucleaire oorlog. De regel "They've gone and grab old Ronnie" is een verwijzing naar de Amerikaanse president Ronald Reagan. Het nummer bereikte de 34e positie in Australië, het thuisland van Men at Work. In het Nederlandse taalgebied deed het nummer niets in de hitlijsten.

## Tracklijst
- 7"

1. "It's a Mistake" – 4:33
2. "Shintaro" – 2:51

- 12"

1. "It's a Mistake" – 4:33
2. "Shintaro" – 2:51
3. "Be Good Johnny" – 3:34